# Phản Thanh phục Minh
Phản Thanh phục Minh (giản thể: 反淸复明; phồn thể: 反淸復明; bính âm: fǎn Qīng fù Míng) cũng ghi trên hiệu kỳ của Thiên Địa hội là 反㳉復汨 (vẫn đọc là phản Thanh phục Minh), là một phong trào diễn ra chủ yếu ở Trung Quốc nhằm phản kháng, chống lại sự cai trị của người Mãn Châu (Nữ Chân) ở thời Nhà Thanh (1636–1912) và khôi phục lại giang sơn Nhà Minh (1368-1662/1683) về tay người Hán. Họ cho rằng người Mãn là tộc người man di và cáo buộc Nhà Thanh phá hủy văn hóa Hán truyền thống khi bắt người Hán phải cạo trọc nửa đầu, tết tóc đuôi sam giống như người Mãn. Họ đổ lỗi cho Nhà Thanh đã làm cho Trung Quốc từ vị trí siêu cường quốc hàng đầu thế giới bị biến thành một đất nước nghèo nàn, lạc hậu. Nhà Thanh bị sụp đổ sau 1 cuộc cách mạng dân tộc dân chủ nhân dân do người Hán lãnh đạo (Cách mạng Tân Hợi 1911) vào năm 1912.

## Tận trung với nhà Minh vào đầu triều Thanh

### Người Hồi
Dưới sự lãnh đạo của Mễ Lai Nhân và Đinh Quốc Đống, những người Hồi trung thành với nhà Minh đã chiến đấu chống lại nhà Thanh nhằm khôi phục ngai vị của một Hoàng tử Nhà Minh trong giai đoạn từ năm 1646 - 1650. Khi Nhà Thanh xâm lược Đại Minh năm 1644, những người Hồi tận trung với triều Minh ở Cam Túc do Mễ Lai Nhân và Đinh Quốc Đống lãnh đạo đã dẫn đầu một cuộc khởi nghĩa năm 1646 chống lại triều Thanh nhằm đánh đuổi Nhà Thanh và đưa Hoàng tử Nhà Minh là Diên Tràng Chu Thế Xuyên lên ngôi Hoàng đế.